# 内尔松·内德

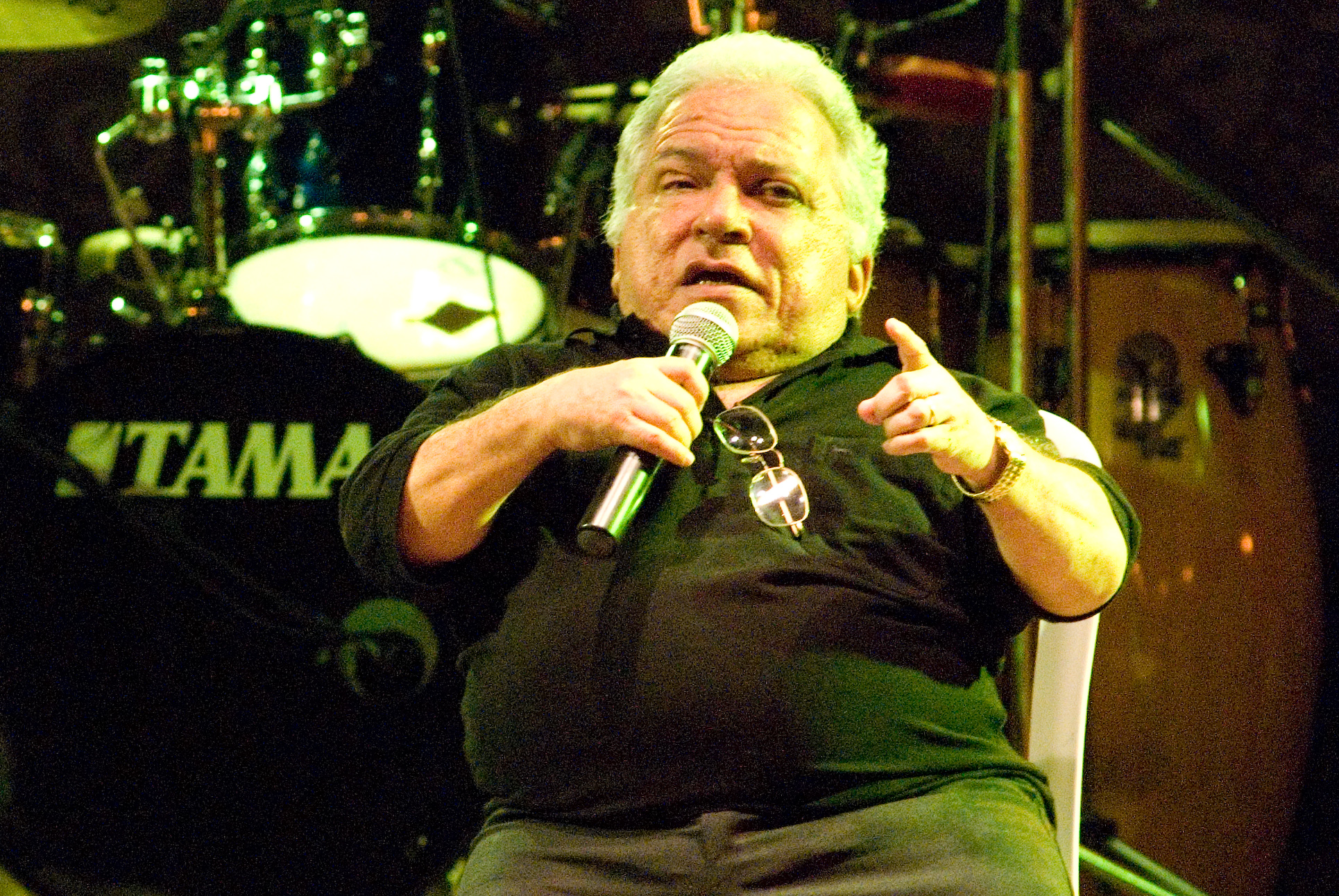
2008年的内尔松·内德

内尔松·内德（葡萄牙語：Nelson Ned d'Ávila Pinto，1947年3月2日—2014年1月5日），是一名巴西歌手。
他担任歌手兼作曲，曲风偏伤感。1969年他的歌曲逐步在巴西及南美流行，随后渐渐在全球流行，特别是在葡萄牙、法国和西班牙，他还在各地进行巡演，包括美国、拉丁美洲、欧洲和非洲。2014年他在圣保罗因为肺炎去世。